# Peniculus fistula
Peniculus fistula is een eenoogkreeftjessoort uit de familie van de Pennellidae. De wetenschappelijke naam van de soort werd in 1832 voor het eerst geldig gepubliceerd door Alexander von Nordmann.